# Lijst van effectenbeurzen
Hieronder volgt een lijst van effectenbeurzen wereldwijd:

## Oceanië

### Australië
- Asia Pacific Exchange (APX)
- Australian Securities Exchange (ASX) (S&P/ASX)
- National Stock Exchange of Australia (NSX)
- SIM Ventures Securities Exchange (SIM VSE)

### Fiji
- South Pacific Stock Exchange (SPSE)

### Nieuw-Zeeland
- New Zealand Exchange (NZX)

### Papoea Nieuw Guinea
- Port Moresby Stock Exchange Limited (POMSoX)

## Afrika

### Zuid-Afrika
- Johannesburg Securities Exchange (JSE)

## Azië

### Armenië
- NASDAQ OMX Armenia

### Azerbeidzjan
- Baku Stock Exchange

### Bahrein
- Bahrain Bourse (BSE)

### Bangladesh
- Chittagong Stock Exchange (CSE)
- Dhaka Stock Exchange (DSE)

### Bhutan
- Royal Securities Exchange of Bhutan (RSEB)

### Cambodja
- Cambodia Securities Exchange (CSX)

### Volksrepubliek China
- Hong Kong Stock Exchange (HKEx) (Hang Seng)
- Shanghai Stock Exchange (SSE)
- Shenzhen Stock Exchange (SZSE)

### Filipijnen
- Philippine Stock Exchange (PSE)
- Philippine Dealing Exchange (PDEx)

### Georgië
- Georgian Stock Exchange (GSE)

### India
- Bombay Stock Exchange (BSE)
- National Stock Exchange of India (NSE)
- United Stock Exchange of India (USE)
- Multi Commodity Exchange of India (MCX)
- MCX Stock Exchange (MCX-SX)
- Over the Counter Exchange of India (OTCEI)
- Inter-connected Stock Exchange of India (ISE)
- Madras Stock Exchange (MSE)
- Ahmedabad Stock Exchange Limited (ASEL)
- Bhubaneswar Stock Exchange (BhSE)
- Cochin Stock Exchange (CSE)
- Calcutta Stock Exchange (CSE)
- Delhi Stock Exchange (DSE)
- Bangalore Stock Exchange (BgSE)
- Madhya Pradesh Stock Exchange (MPSE)
- Jaipur Stock Exchange Limited (JSEL)
- U.P. Stock Exchange Limited (UPSE)

### Indonesië
- Indonesia Stock Exchange (IDX)

### Irak
- Irak Stock Exchange (ISX)
- Erbil Stock Exchange (ESX)

### Iran
- Tehran Stock Exchange (TSE)
- Iranian Oil Bourse (IOB)
- Kish Stock Exchange (KSE)
- Iran Mercantile Exchange (IMW)

### Israel
- Tel Aviv Stock Exchange (TASE)

### Japan
- Fukuoka Stock Exchange
- JASDAQ Securities Exchange
- Nagoya Stock Exchange
- Osaka Securities Exchange
- Sapporo Securities Exchange
- Tokyo Stock Exchange

### Jordanië
- Amman Stock Exchange (ASE)

### Kazachstan
- Kazakhstan Stock Exchange (KASE)

### Koeweit
- Kuwait Stock Exchange (KSE)

### Krygizië
- Krygyz Stock Exchange

### Laos
- Laos Securities Exchange (LSX)

### Libanon
- Beirut Stock Exchange

### Maldiven
- Maldives Stock Exchange

### Maleisië
- Bursa Malaysia
- Kuala Lumpur Stock Exchange (KLSE)

### Mongolië
- Mongolian Stock Exchange (MSE)

### Nepal
- Nepal Stock Exchange (NEPSE)

### Oezbekistan
- Tashkent Stock Exchange
- Uzbekistan Stock Exchange

### Oman
- Muscat Securities Market (MSM)

### Pakistan
- Islamabad Stock Exchange (ISE)
- Karachi Stock Exchange (KSE)
- Lahore Stock Exchange (LSE)
- Sialkot Trading Floor (STF)

### Palestina
- Palestine Securities Exchange (PSE)

### Qatar
- Doha Securities Market (DSM)

### Saoedi Arabië
- Saudi Arabia Electrionic Securities Information System
- Tadawul (TASI)

### Singapore
- Singapore Exchange (SGX)
- Singapore Commodity Exchange (SICOM)
- Singapore Mercantile Exchange (SMX)

### Sri Lanka
- Colombo Stock Exchange

### Syrië
- Damascus Securities Exchange

### Taiwan
- Taiwan Stock Exchange

### Thailand
- Stock Exchange of Thailand (SET)
- Market for Alternative Investment (MAI)
- Thailand Futures Exchange (TFEX)
- Bond Electronic Exchange (BEX)
- Agricultural Futures Exchange of Thailand (AFET)

### Turkije
- Istanbul Stock Exchange (ISE)

### Verenigde Arabische Emiraten
- Abu Dhabi Securities Market (ADX)
- Dubai Finacial Market (DFM)
- NASDAQ Dubai
- Dubai Gold and Commodities Exchange (DGCX)

### Vietnam
- Ho Chi Minh Stock Exchange (HSX)
- Hanoi Stock Exchange (HNX)

### Zuid Korea
- Korea Exchange

## Europa

### Europees
- Euronext
- GXG Markets
- OMX Exchanges
- CEE Stock Exchange Group

### Albanië
- Tirana Stock Exchange (TSE)

### België
- Euronext Brussels

### Bosnië en Herzegovina
- Banja Luka Stock Exchange (BLSE)
- Sarajevo Stock Exchange (SASE)

### Bulgarije
- Bulgarian Stock Exchange

### Cyprus
- Cyprus Stock Exchange (CSE)

### Denemarken
- Copenhagen Stock Exchange
- GXG Markets
- OMX Copenhagen Exchanges

### Duitsland
- Berliner Börse
- Börse Hamburg
- Börse Hannover
- Börse München
- Börse Stuttgart
- Börse Düsseldorf
- Eurex
- Frankfurt Stock Exchange
- Xetra

### Estland
- Talinn Stock Exchange
- OMX Exchanes

### Faroe Eilanden
- Faroese Securities Market

### Finland
- Effectenbeurs van Helsinki
- OMX Helsinki Exchanges

### Frankrijk
- Euronext Paris EFP

### Gibraltar
- Gibraltar Stock Exchange (GibEX)

### Griekenland
- Athens Stock Exchange
- Athex Composite

### Hongarije
- Budapest Stock Exchange (BSE)
- BUX index

### Ierland
- Euronext Dublin voorheen Irish Stock Exchange (ISE)

### IJsland
- Iceland Stock Exchange

### Italië
- Borsa Italiana

### Kanaal Eilanden
- Channel Island Stock Exchange

### Kroatië
- Zagreb Stock Exchange (ZSE)

### Letland
- Riga Stock Exchange

### Litouwen
- Vilnius Stock Exchange

### Luxemburg/Letzeburg
- Luxemburg Stock Exchange (Bdl) (BDL) (LuxSE)

### Macedonië
- Macedonian Stock Exchange

### Malta
- Malta Stock Exchange

### Moldavië
- Moldova Stock Exchange

### Montenegro
- Montenegro Stock Exchane (MNSE)

### Nederland
- Euronext Amsterdam
- NPEX
- Nxchange

### Noorwegen
- Oslo Stock Exchange
- OSEBX

### Oekraïne
- PFTS Ukraine Stock Exchange
- Ukrainian Exchange

### Oostenrijk
- Wiener Börse
- ATX Index
- ATX Prime
- IATX

### Polen
- Warsaw Stock Exchange
- NewConnect
- mWIG
- WIG

### Portugal
- Euronext Lissabon (PSI-20)
- OPEX

### Roemenië
- Bucharest Stock Exchange
- SIBEX
- RASDAQ

### Rusland
- Moscow Interbank Currency Exchange (MICEX)
- RTS Stock Exchange
- Saint Petersburg Stock Exchange (SPBEX)

### Servië
- Belgrade Stock Exchange (BELEX)

### Slovenië
- Ljubljana Stock Exchange (LJSE)

### Slowakije
- Bratislava Stock Exchange (BSSE)

### Spanje
- Bolsas y Mercados Españoles
  - Bolsa de Madrid
  - Borsa de Barcelona
  - Bolsa de Valencia
  - Bolsa de Bilbao

### Tsjechië
- Prague Stock Exchange (PSE)
- RM-SYSTÉM

### Verenigd Koninkrijk
- London Stock Exchange
- Plus Markets
- Markit BOAT
- Project Turquoise

### Zweden
- Aktietorget
- Burgundy
- Nordic Growth Market NGM
- Stockholm Stock Exchange

### Zwitserland
- SWX Swiss Exchange (Zürich)
- Bern eXange (BE)

## Noord Amerika

### Bahama's
- Bahamas Securities Exchange

### Barbados
- Barbados Stock Exchange (BSE)

### Bermuda
- Bermuda Stock Exchange (BSX)

### Canada
- Canadian National Stock Exchange (CNSX)
- NASDAQ Canada
- Montreal Exchange
- Toronto Stock Exchange (TSX)
- TSX Venture Exchange

### Costa Rica
- Bolsa Nacional de Valores de Costa Rica

### Cuba
- Havana Stock Exchange (gesloten in september 1960)

### Dominicaanse Republiek
- Bolsa de Valores de la República Dominicana

### El Salvador
- Bolsa de Valores de El Salvador

### Guatemala
- Bolsa de Valores Nacional

### Honduras
- Bolsa Centroamericana de Valores
- Bolsa de Valores de Honduras

### Jamaica
- Jamaica Stock Exchange

### Kaaiman Eilanden
- Cayman Islands Stock Exchange (CSX)

### Mexico
- Bolsa Mexicana de Valores (BMV)

### Nicaragua
- Bolsa de Valores de Nicaragua

### Oostelijk Caribische Gebied
- Eastern Caribbean Securities Exchange (ECSE)

### Panama
- Bolsa de Valores de Panama

### Trinidad en Tobago
- Trinidad and Tobago Stock Exchange

### Verenigde Staten
- Arizona Stock Exchange (AZX)
- BATS Exchange
- Chicago Board Options Exchange (CBOE)
- Chicago Board of Trade (CBOT)
- Chicago Mercantile Exchange (CME)
- Chicago Stock Exchange (CHX)
- Direct Edge
- International Securities Exchange (ISE)
  - ISE Options Exchange
  - ISE Stock Exchange
- NASDAQ Stock Market
- National Stock Exchange (NSX)
- New York Stock Exchange (NYSE)
  - NYSE Alternext US
  - NYSE Acra

## Zuid-Amerika

### Argentinië
- Buenos Aires Stock Exchange (MERVAL)
- Rosario Stock Exchange
- Córdoba Stock Exchange
- Santa Fe Stock Exchange

### Bolivia
- Bolsa Boliviana de Valores (BBV)

### Brazilië
- Bahia Sergipe Alagoas Stock Exchange (BOVESBA)
- Mina, Brasília and Espírito Santo Stock Exchange (BOVMESB)
- Maringá Mercantile and Futures Exchange
- Pernambuco and Paraíba Stock Exchange
- Rio de Janeiro Stock Exchange (BVRJ)
- São Paulo Stock Exchange (BM&F Bovespa)

### Chili
- Stantiago Stock Exchange
- Santiago Electric Stock Exchange
- Valparaíso Stock Exchange (BOVALPO)

### Colombia
- Bolsa de Valores de Colombia (BVC)
- Bolsa de Occidende (Cali)
- Bolsa de Medellin

### Ecuador
- Bolsa de Valores de Guayaquil (BVG)
- Bolsa de Valores de Quito (BVQ)

### Guyana
- Guyana Stock Exchange

### Paraguay
- Bolsa de Valores y Productos de Ascunción (BVPASA)

### Peru
- Bolsa de Valores de Lima (BVL)

### Uruguay
- Bolsa de Valores de Montevideo
- Bolsa Electronica de Valores de Uruguay

### Venezuela
- Bolsa de Valores de Caracas